# Periophthalmus gracilis
Periophthalmus gracilis és una espècie de peix de la família dels gòbids i de l'ordre dels perciformes.

## Morfologia
Els mascles poden assolir els 4,5 cm de longitud total.

## Distribució geogràfica
Es troba a Indonèsia, Malàisia, Austràlia i les Filipines.